# Gekko (mikroprocesszor)
A Gekko egy egyedi tervezésű 32 bites RISC PowerPC architektúrájú mikroprocesszor, melyet az IBM tervezett 2000-ben a Nintendo számára, a Nintendo GameCube hatodik generációs játékkonzol CPU-ja szerepére. Érdekesség, hogy a „gekko” japánul holdfényt jelent.

## Fejlesztés
A Gekko szerepe a játékrendszerben az volt, hogy megkönnyítse a játékmenet, a mesterséges intelligencia, a fizika és az ütközésdetektálás műveleteit, az egyedi grafikai fényhatások és a geometria, pl. a sima átalakulások kezelését, valamint a grafikus adatok mozgatása az egész rendszeren belül.
A tervezetet 1999-ben jelentették be. Az IBM és a Nintendo egymilliárd dolláros szerződést kötött egy körülbelül 400 MHz-en futó CPU kifejlesztésére. Az IBM úgy határozott, hogy a meglévő PowerPC 750CXe processzort módosítják a Nintendo igényeinek megfelelően, melyek között nagy hangsúlyt kapott pl. a „Flipper” grafikus processzorral való szorosan összehangolt és kiegyensúlyozott működés. Az átalakítások érintették a rendszersín (busz) architektúrát, a DMA rendszert, a tömörítő és lebegőpontos egységet, amely egy speciális SIMD utasításkészlettel rendelkezik. A kialakításban a CPU végzi az egyedi megvilágítási és geometriai effektusok számítását, majd a tömörített adatokat burst, adatlöket üzemmódban közvetlenül a GPU-nak adja át.
Az IBM testreszabási műveletei végül meghaladták a Nintendo specifikációit. A Gekko processzort tekintik a Broadway közvetlen elődjének – a Broadway processzort is az IBM tervezte, a Wii konzol központi processzorának szerepére.

### Jellemzők
- Egyedi, módosított PowerPC 750CXe mag
- Órajele 486 MHz
- ALU – 32 bites
- Lebegőpontos egység – 64 bites duplapontos FPU, 2 × 32 bites SIMD üzemmódban is használható, az ún. „páros egyszeres” (paired singles) adatokhoz; egyszeres pontosságú teljesítménye: 1,9 GFLOPS.
- SIMD utasítások – PowerPC750 + kb. 50 új SIMD utasítás, főleg a 3D grafika céljaira
- Front-side bus – 64 bites javított „60x bus” a GPU és chipkészlet felé, 162 MHz órajelen 1,3 GiB/s csúcs átviteli sávszélességgel
- Chipre integrált gyorsítótár – összesen 64 KiB (32 KiB utasítás- és 32 KiB adat-gyorsítótár) 8 utas asszociatív L1 gyorsítótár; 256 KiB lapkára épített, 2 utas asszociatív L2 gyorsítótár
- Számítási teljesítmény: 1125 DMIPS (2,1 dhrystone)
- Technológia: 180 nm IBM hatrétegű, rézvezetékes folyamat, 43 mm² lapkaméret
- 1,8 V feszültség a logika és az I/O számára, 4,9 W disszipáció
- 27 × 27 mm-es PBGA tokozás 256 csatlakozással

## Fordítás
Ez a szócikk részben vagy egészben  a   Gekko (microprocessor) című angol Wikipédia-szócikk ezen változatának fordításán alapul.  Az eredeti cikk szerkesztőit annak laptörténete sorolja fel. Ez a jelzés csupán a megfogalmazás eredetét és a szerzői jogokat jelzi, nem szolgál a cikkben szereplő információk forrásmegjelöléseként.